# Bust de Velázquez (Venanci Vallmitjana i Barbany)
Bust de Velázquez o Cap de Velázquez (títol corresponent a la fitxa de l'obra artística), és una escultura de la segona meitat del segle xix, realitzada per l'escultor Venanci Vallmitjana i Barbany. Actualment, l'obra es troba conservada al Museu Abelló de Mollet del Vallès. L'obra representa el cap i part de les espatlles i pit del pintor Velázquez.

## Sobre l'obra
Fins ara, no s'ha trobat molta informació sobre l'obra en qüestió, però es localitzen dos exemplars, en aquest cas, de cos sencer, idèntics l'un a l'altre realitzats també per Venanci Vallmitjana i Barbany, data d'execució la qual ronda l'any 1900. Un primer exemplar el trobem a la pàgina de subhastes Invaluable", amb el número de lot corresponent al 1134. El segon exemplar, el trobem exposat al Museu Lázaro Galdiano, a la pinacoteca reunida per José Lázaro Galdiano, secció espanyola.
En el llibre de Manuel Rodríguez Codolá, "Venancio y Agapito Vallmitjana i Barbany", en el capítol sis s'explica el següent; "Casi al año, en ocasión de inaugurarse el ferrocarril de Barcelona a Zaragoza, vino a la capital catalana el Rey Don Francisco de Asís, circunstancia aprovechada por los hermanos vallmitjana para que formase juicio de los modelos de varias obras cuyos bocetos interesaron a Doña Isabel II, (...), siendo de Venancio una estatuita de Velázquez, la Virgen y su Divino Hijo, (...)". Tenint en compte que aquest esdeveniment se'n va produir a finals de l'any 1860 i que els dos exemplars esmentats a la introducció es van realitzar al voltant de l'any 1900, cap a la possibilitat que aquesta peça la qual es refereix Codolá, sigui l'obra en qüestió, o una altra obra desconeguda fins ara.

## Descripció formal
L'obra representa el pintor Velázquez. Aquest porta els cabells llargs i una mica ondulats. També es caracteritza pel bigoti aixecat cap amunt. Va vestit amb una camisa la qual destaca per l'element de la Creu de Santiago que porta a la seva esquerra. Aquesta creu representa l'orde de Santiago, un orde que sorgeix en el context de la Reconquesta del segle XVII a les corones de Lleó i Castella. La forma que presenta la creu ve donada amb l'avinguda de l'emperador Carles I i el seu fill Felip II, lligant d'aquesta manera, l'orde amb la corona d'Espanya. Durant el segle xvii, formar part de l'orde era una aspiració bastant cotitzada per molts, el pintor Diego Velázquez en seria un membre.
Quant als dos exemplars de cos sencer, a diferència del bust, Velázquez és representat amb uns cabells més rissats i barba. Aquest està arrepenjat sobre una espècia de moble i porta una paleta de barreja de colors a la seva mà esquerra. Al voltant del coll porta un collaret.